# Węgiel Film Festival
Węgiel Film Festival – festiwal filmowy organizowany w Katowicach, na którym prezentowane są etiudy zrealizowane przez studentów szkół filmowych z całego świata. Festiwal odbywa się co roku, w drugiej połowie kwietnia.
Organizatorami "Węgla" są co roku studenci II roku organizacji produkcji filmowej i telewizyjnej ze Szkoły Filmowej w Katowicach.
Festiwal odbył się pierwszy raz w Cieszynie 22 lutego 2004.
Od 13. edycji festiwal koordynuje dr Anna Huth, Wykładowczyni Szkoły Filmowej im. K. Kieślowskiego, a od 19. edycji Dyrektorem Artystycznym festiwalu jest polski reżyser młodego pokolenia Jan P. Matuszyński.
Ideą festiwalu jest prezentacja filmowej twórczości studentów uczelni filmowych szerszej publiczności,
a także wzajemna wymiana doświadczeń twórczych i integracja szkół filmowych. W ramach festiwalu obowiązuje wstęp wolny na wszystkie organizowane wydarzenia.
Festiwal połączony jest z dniami otwartymi Wydziału, podczas których, kandydaci na studia mogą zapoznać się z ofertą edukacyjną WRiTV oraz uzyskać informację na temat przebiegu studiów i zasad rekrutacji. Osoby zainteresowane studiami mają również możliwość konsultacji prac z wykładowcami wydziału. 
Od piętnastej edycji festiwal odbywa się w nowej siedzibie WRiTV, zlokalizowanej przy ul. św. Pawła 3 w Śródmieściu Katowic.